# Svetislav Basara
Svetislav Basara (v srbské cyrilici Светислав Басара; * 21. prosince 1953 Bajina Bašta) je srbský spisovatel a publicista. 
Studoval filologii na Bělehradské univerzitě, ale po dvou semestrech školu opustil. Byl redaktorem literárního časopisu Književna reč a psal pravidelné sloupky do deníku Danas. Je moderátorem pořadu televize Kurir Crveni karton.
Jeho první knihou byla v roce 1985 povídková sbírka Peking by Night. Je představitelem postmoderní literatury, jeho knihy se vyznačují smyslem pro absurditu a mystifikaci. V roce 1987 vydal román Fama o biciklistima (Spiknutí cyklistů), který se stal událostí jugoslávské literatury osmdesátých let a byl přirovnáván k dílům Umberta Eca. Korespondence s chorvatským spisovatelem Miljenkem Jergovićem z let 2010 až 2014 vyšla knižně pod názvem Tušta i tma. V románu Anđeo atentata Basara popisuje atentát na Františka Ferdinanda d'Este z pohledu oběti a ironicky komentuje balkánskou historii a mentalitu. Tato kniha získala v roce 2015 Cenu Isidory Sekulićové.  
Basara dvakrát získal Cenu NIN: v roce 2006 za knihu Uspon i pad Parkinsonove bolesti (Vzestup a pád Parkinsonovy nemoci) a v roce 2020 za Kontraendorfin. Je spoluautorem scénáře k filmu Dragana Marinkoviće Bumerang. Vydal okolo čtyřiceti knih, byl přeložen do angličtiny, němčiny i francouzštiny, slovensky vyšly knihy Fenomény a Vrtuľa pre Isu a iné politické spisy. Je zastoupen v české antologii Ztracen v samoobsluze: Současné srbské povídky (IP Beograd 2007).
Je členem Demokratické strany a na počátku 21. století byl jugoslávským velvyslancem na Kypru. Patří k významným odpůrcům srbského nacionalismu a stal se signatářem Deklarace o společném jazyku. Jeho tchánem byl politik a spisovatel Branislav Crnčević. 